# Bila županija
Bila županija ili Fejerska županija (mađarski: Fejér megye) jedna je od 19 mađarskih županija. Pripada regiji Srednjem Podunavlju. Administrativno središte je Stolni Biograd. Površina županije je 4359 km², a broj stanovnika 434 317.

## Zemljopisne osobine
Nalazi se u sjevernoj središnjoj Mađarskoj, u regiji Srednjem Podunavlju (Közép-Dunántúl)
Susjedne županije su Komoransko-ostrogonska na sjeveru, Vesprimska na zapadu, Šomođska na jugozapadu, Tolnanska na jugu, Bačko-kiškunska na jugoistoku i Peštanska županija na istoku. 
Gustoća naseljenosti je 98 stanovnika po četvornom kilometru.
U Biloj se županiji nalazi 108 naselja.
Gradovi su: Stolni Biograd, Mór, Sárbogárd, Bička (Bicske), Erčin (Ercsi), Gárdony, Enying, Polgárdi, Martinje (Martonvásár), Velanca (Velence), Džankutaran (Adony), Saboč (Pusztaszabolcs), Ajmaš (Rácalmás), Bodajk, a grad Pentela (Dunaújváros) je grad sa županijskim pravima.

## Upravna organizacija
Hrvatska imena naselja prema ili

### Sela i velika sela
| - Aba - Alap - Alcsútdoboz - Alsószentiván - Bakonycsernye - Bakonykúti - Balinka - Baracs - Baracska - Beloiannisz - Dešnja - Bodmér - Cece - Csabdi - Csákberény - Csákvár - Csókakő - Csór - Csősz | - Daruszentmiklós - Dég - Jesaš - Ećka - Fehérvárcsurgó - Felcsút - Füle - Gánt - Đurovac - Hantos - Igar - Iszkaszentgyörgy - Isztimér - Ivača - Jenő - Petrovac - Káloz - Celica - Kincsesbánya | - Poštašija - Kisláng - Kőszárhegy - Kulcs - Lajoskomárom - Lepsény - Lovasberény - Magyaralmás - Mány - Mátyásdomb - Mezőfalva - Mezőkomárom - Mezőszentgyörgy - Mezőszilas - Moha - Nadap - Nagykarácsony - Nagylók - Nagyveleg | - Venjin - Nádasdladány - Óbarok - Pákozd - Pátka - Pázmánd - Perkata - Pusztavám - Ráckeresztúr - Sáregres - Sárkeresztes - Sárkeresztúr - Sárkeszi - Šarož - Sárszentágota - Sárszentmihály - Seregélyes - Soponya - Söréd | - Sukoró - Szabadbattyán - Szabadegyháza - Szabadhídvég - Szár - Tabajda - Tác - Tordas - Újbarok - Úrhida - Vajta - Vál - Vereb - Vértesacsa - Vértesboglár - Zámoly - Zichyújfalu |

## Stanovništvo
U županiji živi 434 317 stanovnika (prema popisu 2001.).
- Mađari = 408 781
- Nijemci = 5 103
- Romi, Bajaši = 4 317
- Grci 477
- Rumunji = 350
- Ukrajinci 301
- Slovaci = 278
- Poljaci 220
- Hrvati 157
- Srbi 156
- ostali

## Vanjske poveznice
- (engleski) Mađarski statistički ured - nacionalni sastav Bile županije 2001.[neaktivna poveznica]